# Ken Rohloff
Kenneth Lawrence Rohloff, detto Ken (18 aprile 1939), è un ex cestista statunitense, professionista nella NBA.

## Carriera
Venne selezionato con la sesta scelta al settimo giro (59ª assoluta) del Draft NBA 1963 dai St. Louis Hawks. Disputò la stagione 1963-64 nella EPBL, dove vinse il premio di Rookie of the Year, prima di disputare 2 partite con gli Hawks nella NBA nel marzo 1964.

## Palmarès
- EPBL Rookie of the Year (1964)